# اریک مکس فرای
اریک مکس فرای یا ئی. مکس فرای (انگلیسی: E. Max Frye، زادهٔ ۱۹۵۶، اورگن)؛ یک فیلم‌نامه‌نویس و کارگردان اهل آمریکا است. در سال ۲۰۱۵ میلادی، او برای همکاری در نوشتن فیلمنامه اصلی فاکس‌کچر به‌همراه دن فوترمن، نامزد دریافت جایزه اسکار بهترین فیلم‌نامه غیراقتباسی شد.
فرای در اورگان متولد و در یوجین بزرگ شد. او فرزند هلن جی. فرای، از قضات فدرال، و ویلیام فرای بود. قبل از مهاجرت به اروپا، مدت یک سال را در کالج لوئیس و کلارک واقع‌در پورتلند سپری کرد. فرای در پاریس اقامت کرده و به عنوان یک مدل مرد در اتریش مشغول به کار شد. پس از بازگشت به ایالات متحده، در شهر نیویورک مستقر و در مدرسه فیلم دانشگاه نیویورک شروع به تحصیل کرد.

## فیلم‌شناسی
به عنوان فیلم‌نامه‌نویس
- چیزی وحشی (فیلم ۱۹۸۶) (۱۹۸۶ میلادی)
- آموس و اندرو (۱۹۹۳ میلادی) - همچنین کارگردان
- جایی که پول هست (۲۰۰۰ میلادی)
- فاکس‌کچر (۲۰۱۴ میلادی)

## افتخارات و جوایز
| جایزه                        | رده                         | اثر       | نتیجه    |
| ---------------------------- | --------------------------- | --------- | -------- |
| جوایز اسکار                  | جایزه اسکار بهترین فیلم‌نامه | فاکس‌کچر   | نامزدشده |
| جایزه انجمن نویسندگان آمریکا | جایزه بهترین فیلم‌نامه       | فاکس‌کچر   | نامزدشده |
| جایزه ادگار                  | بهترین فیلم‌نامهٔ فیلم        | چیزی وحشی | برنده    |